# قائمة زملاء الجمعية الملكية المنتخبين في 1934
هذه الصفحة تعرض قائمة زملاء الجمعية الملكية المُنتخبين لعام 1934.None

## الزملاء
- William Taylor (inventor) [الإنجليزية]‏
- أبراهام سموالوفيتش بيسيكوفيتش
- Alfred Young (mathematician) [الإنجليزية]‏
- Samuel Sugden [الإنجليزية]‏
- هيو توماس

## الأعضاء الأجانب
- أوتو فاربورغ